# Project Siren
Project Siren est une équipe de développement de jeu vidéo officiant au sein du studio SIE Japan Studio. Elle est principalement connue pour sa série de jeux survival horror: Forbidden Siren apparue sur PlayStation 2.
Gravity Rush est le dernier jeu de l'équipe à voir le jour. Il est vendu en ligne via le PlayStation Store et en boutiques sur carte PlayStation Vita et jouable uniquement sur PlayStation Vita.

## Historique

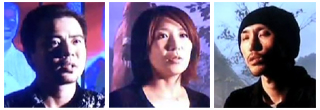
Les membres principaux: Keiichiro Toyama, Naoko Sato et Isao Takahashi

## Jeux développés
| Titre              | Date de sortie  | Plate-forme      |
| ------------------ | --------------- | ---------------- |
| Forbidden Siren    | 12 mars 2004    | PlayStation 2    |
| Forbidden Siren 2  | 5 juillet 2006  | PlayStation 2    |
| Siren: Blood Curse | 24 juillet 2008 | PlayStation 3    |
| Gravity Rush       | 13 juin 2012    | PlayStation Vita |
| Gravity Rush 2     | 18 janvier 2017 | PlayStation 4    |